# Gluviopsis rufescens
Espèce
Synonymes
- Blossia rufescens Pocock, 1897

Gluviopsis rufescens est une espèce de solifuges de la famille des Daesiidae.

## Distribution
Cette espèce se rencontre au Yémen, à Djibouti, en Somalie, en Irak et en Grèce.

## Description
Le mâle décrit par Roewer en 1933 mesure 15 mm et la femelle 15 mm.

## Liste des sous-espèces
Selon Solifuges of the World (version 1.0) :
- Gluviopsis rufescens rufescens (Pocock, 1897)
- Gluviopsis rufescens pygmaea Delle Cave & Simonetta, 1971

## Publications originales
- Pocock, 1897 : On the genera and species of tropical African arachnids of the order Solifugae with notes upon the taxonomy and habits of the group. The Annals and Magazine of Natural History, sér. 6, vol. 20, p. 249-272 (texte intégral).
- Delle Cave & Simonetta, 1971 : A tentative revision of Daesiidae (Arachnida, Solifugae) from Ethiopia and Somalia. Monitore Zoologico Italiano, Supplemento 4, no 2, p. 37-77.